# Fuxianhuia
Fuxianhuia ist eine Gattung ausgestorbener Gliederfüßer, die fossil in der Chengjiang-Faunengemeinschaft in der zweiten Serie des Kambriums erhalten geblieben ist. Es sind zwei Arten beschrieben worden, Fuxianhuia protensa im Jahr 1987 und Fuxianhuia xiaoshibaensis im Jahr 2013. Die Gattung gehört zu den wichtigsten fossilen Vertretern der „höheren“ Stammgruppe der modernen Gliederfüßer oder Euarthropoda, die ihre Evolution aus Lobopoden-ähnlichen Formen im frühen Kambrium nachzeichnet. Fossilien von Fuxianhuia sind außerdem berühmt für ihre teilweise außergewöhnlich gute Erhaltung. So wurden an ihnen neben dem fossilierten Exoskelett auch Fossilien von Weichteilen, darunter nicht nur der Darm, sondern auch Spuren des Zentralnervensystems und des kardiovaskulären Systems, gefunden.

## Beschreibung
Fuxianhuia erreichte eine maximale Körperlänge von etwa 11 Zentimeter. Am Körper sind drei Zonen zu erkennen: ein Kopf mit Kopfschild und verschiedenen Anhängen, ein Rumpfabschnitt und ein Hinterleib oder Abdomen. Der Kopf bestand aus einem Vorderabschnitt und einem Kopfschild, der den angrenzenden drei Rumpfsegmenten in Art eines Carapax lose auflag, ohne mit ihnen verwachsen zu sein. Der anschließende Rumpf war aus 13 bis 15 Segmenten zusammengesetzt, deren Tergite beiderseits durch Pleuren genannte Verbreiterungen erweitert waren. Der Hinterleib ist dagegen abgesetzt abrupt verschmälert. Er bestand aus weiteren etwa 13 Segmenten, die, im Gegensatz zu den Rumpfsegmenten, keine Gliedmaßen trugen. Am Körperende saß ein Enddorn, der von zwei seitlichen Dornen flankiert war.

### Kopf
Der Kopf bestand aus einem nahezu kreisförmigen Sklerit, an dessen Hinterende der halbkreisförmige Kopfschild ansaß. Etwas abgesetzt vor dem Sklerit saß außerdem ein separater kleiner Anhang mit zwei deutlich gestielten Augen. Diese waren möglicherweise als Facettenaugen ausgebildet, direkt nachgewiesen wurde dies aber nur bei der verwandten Chengjiangocaris longiformis. Auf der Unterseite saß ein Kopflappen oder Hypostom, der etwa ein Drittel der Schildlänge erreichte; an dessen Hinterende saß die Mundöffnung. Kopfanhänge waren ein Paar von relativ kurzen, einästigen (uniramen), gegliederten Antennen, die vor dem Vorderende des Hypostoms (bzw. hinter dem Hinterrand des Kopfsklerits) eingelenkt waren. Dahinter saß beiderseits der Mundöffnung und des Hypostoms ein Paar kurzer Mundgliedmaßen, die nach hinten gerichtet waren, diese waren dreigliedrig und einästig, das Endglied, das etwa die Hälfte der Gesamtlänge ausmachte, besaß ein stumpfes Ende ohne Zähne oder Spitzen. Bei den ersten gefundenen Fossilien von Fuxianhuia protensa waren sie schlecht erhalten, so dass ihre Natur zunächst umstritten war, einige Forscher hielten sie sogar nur für Abdrücke von Divertikeln des Darms. Es wird angenommen, dass die Mundanhänge weiches Nahrungssubstrat, wie zum Beispiel nährstoffreichen Schlamm, zum Mund beförderten. Die Funktion der Antennen war vermutlich rein sensorisch, ohne Beteiligung an der Nahrungsaufnahme. Auf Kauladen (Gnathobasen) gibt es keinerlei Hinweise. Die drei vom Kopfschild bedeckten Rumpfsegmente trugen zweiästige (birame) Spaltbeine, die sich im Aufbau nicht im mindesten von den Extremitäten des angrenzenden Rumpfs unterschieden.

### Rumpf und Abdomen
Am Rumpf sind 13 bis 15 Tergite erkennbar, denen 35 bis 45 Beinpaare entgegenstehen, es ist also offensichtlich, dass nicht wie bei rezenten Arthropoden jedem Tergit ein Beinpaar entsprach. Bei Fuxianhuia xiaoshibaensis entsprechen den ersten fünf Tergiten hinter der Mundöffnung je ein Beinpaar, bei den folgenden sind es bei beiden Arten je drei oder vier. Jedes Bein bestand aus einem gegliederten Exopodit aus etwa 25 gleichartigen (homonomen) Gliedern, der wohl zum Laufen diente, und einem dünnen, oval blattförmigen Exopoditen ohne Gliederung. Krallen oder andere Anhänge sind nicht erkennbar. Die Beingliederung war also recht primitiv ohne erkennbare Spezialisierungen. Die Beine ragten beim lebenden Tier nicht über die seitlichen Fortsätze der Tergite (Paratergite) vor, waren also von oben nicht sichtbar. Sie nahmen nach hinten hin etwas an Größe ab, waren aber sonst völlig gleichartig. Der Hinterleib trug keine Extremitäten oder andere Sonderbildungen.

### Gehirn und Nervensystem
Eine fossile Erhaltung von neuralem Gewebe erscheint nahezu ausgeschlossen und ist extrem selten beobachtet worden. Sie ist aber auch an einer anderen fossilen Arthropodenart aus dem Kambrium beobachtet worden. Bei Fuxianhuia portensa wurde sie 2012 entdeckt und später an einer Reihe weiterer Fossilien bestätigt, so dass eine durch taphonomische Prozesse verursachte Täuschung nahezu ausgeschlossen erscheint. Erkennbar ist eine brückenartige Verbindung zwischen den Augen mit den Augenstielen (die, nach der Lage im Fossilmaterial, wohl recht beweglich waren). Das seltener erhaltene eigentliche Gehirn erreicht etwa die Größe wie bei rezenten Malacostraca. Erkennbar sind paarige Längsstränge (Konnektive) und Strukturen, die den Pilzkörpern und dem optischen Trakt (mit drei Neuropilen) rezenter Arthropoden entsprechen könnten. Das Gehirn ist klar aus drei Teilen aufgebaut (Syncerebrum aus Protocerebrum, Deutocerebrum und Tritocerebrum), das Tritocerebrum war nicht wie bei den rezenten Branchiopoda von den anderen Hirnteilen abgesetzt. Der ins Deutocerebrum mündende Antennennerv ist erkennbar. Bedeutsam ist diese Entdeckung, über die genannten Details hinaus, auch für die Homologisierung der Kopfsegmente. Die Innervation der Antennen vom Deutocerebrum aus zeigt, dass sie den Antennen der Euarthropoda homolog sind, nicht denjenigen der Onychophora, die vom Protocerebrum innerviert werden.

### Herz und Blutgefäßsystem
Im Gegensatz zum Nervensystem  liegt fossiliertes Gewebe des kardiovaskulären Systems nur von einem Exemplar vor. Es zeigt sich ein typisches Arthropodenherz mit segmental angeordneten Klappen (an den hinteren Tergiten zwei pro Tergit) mit einer kopfwärts verlängerten Arterie, die sich im Kopfbereich in zwei symmetrische Äste aufspaltet, die offensichtlich durch Anastomosen miteinander verbunden waren. Seitlich sind in regelmäßigen Abständen abführende Arterien sichtbar, die vermutlich die Beine versorgten.

## Phylogenie
Fuxianhuia gehört in eine Gruppe ähnlicher, vermutlich verwandter fossiler Formen, die als „Fuxianhuiden“ umschrieben werden, Xianguang Hou, der Entdecker der Chengjiang-Fauna und Erstbeschreiber der Gattung, fasst sie als Ordnung Fuxianhuiida auf. Darin sind ihm nicht alle Bearbeiter gefolgt. Zu der Gruppe gehören, neben den beiden Arten der Gattung, Chengjiangocaris mit den Arten Chengjiangocaris kumingensis und Chengjiangocaris longiformis, Guangweicaris spinatus, Liangwangshania biloba und Shankouia zhenghi, alle aus der Chengjiang-Faunengemeinschaft Chinas. Das Vorkommen ähnlicher Fossilien aus den kanadischen Rocky Mountains wurde zwar kurz berichtet, jedoch sind diese nicht beschrieben worden. Fuxianhuiden zeigen zahlreiche Merkmale der Euarthropoda, zum Beispiel gegliederte Beine, die sich mit den Spaltbeinen der Krebstiere homologisieren lassen, Komplexaugen, spezialisierte Kopfgliedmaßen wie Antennen und Mundwerkzeuge, die in Feinbau und Lagebeziehung denjenigen basaler Euarthropoden weitgehend entsprechen. Der Besitz echter Antennen, die am zweiten (deutocerebralen) Kopfsegment sitzen, setzt sie von den Chelicerata und einer Gruppe von Stammgruppen-Arthropoden (den „Megacheira“), denen ein stark verlängertes und zum Nahrungserwerb umgewandeltes Antennenglied gemeinsam ist, ab. Primitive Merkmale von Fuxianhuia sind etwa der noch unvollkommen gegenüber dem Rumpf differenzierte Kopf und die aus zahlreichen gleichartigen Gliedern gebildeten Beine.
In den neueren kladistischen Analysen ergibt sich daraus eine Position unmittelbar basal zu den Euarthropoda, die möglicherweise ihre direkte Schwestergruppe sein könnten. Ihre Position gegenüber anderen fossilen Arthropoden wie den Megacheira (oder einer Teilgruppe von ihnen), einer weiteren Gruppe ausgestorbener Arthropoden mit zweiklappiger Schale wie zum Beispiel Isoxys und Branchiocaris oder der Gattung Guangweicaris ist aber nicht gesichert, zudem werden regelmäßig noch neue Fossilien entdeckt.
In einer Neuuntersuchung 2021 argumentieren die Bearbeiter, die Kopfanhänge ließen sich mit denjenigen basaler Mandibulata, insbesondere der Hymenocarina, homologisieren, einschließlich der Existenz eines (gliedmaßenlosen) Interkalarsegments; die prominenten Kopfanhänge wären demnach Mandibeln gewesen. Folgt man dieser Auffassung, stände Fuxianhuia an der Basis der Pancrustacea oder der Myriapoda, insbesondere der nun meist in ihre Wurzelgruppe gestellten Euthycarcinoidea.